# 玛沁县
玛沁县（藏語：རྨ་ཆེན།，威利转写：rma chen，藏语拼音：Maqên）是中华人民共和国青海省果洛藏族自治州西北部的一个县。面积13636平方公里，总人口约6万人，其中藏族占76%。县人民政府驻大武镇。

## 行政区划
玛沁县下辖2个镇、6个乡：
大武镇、拉加镇、大武乡、东倾沟乡、雪山乡、下大武乡、优云乡和当洛乡。

## 人口
根据第七次全国人口普查结果，现将2020年11月1日零时全县常住人口的基本情况公布如下：全县共有常住人口58117人，与2010年第六次全国人口普查的51245人相比，增加6872人，增长13.41%，年平均增长率为1.27%。

## 交通
- 347国道过境。
- 果洛玛沁机场